# Musgrave (Kumbria)
Musgrave – civil parish w Anglii, w Kumbrii, w dystrykcie (unitary authority) Westmorland and Furness. W 2011 civil parish liczyła 165 mieszkańców. W obszar civil parish wchodzą także Great Musgrave i Little Musgrave.